# 圣热罗
圣热罗（法語：Saint-Géraud，法語發音：[sɛ̃ ʒeʁo]）是法国洛特-加龙省的一个市镇，属于马尔芒德区。

## 地理
圣热罗（44°37'18"N, 0°9'10"E）面积5.68 平方千米，位于法国新阿基坦大区洛特-加龍省，该省份为法国西南部内陆省份，北起多爾多涅省，西接吉倫特省和朗德省，南至热尔省，东临塔恩-加龙省和洛特省。
与圣热罗接壤的市镇（或旧市镇、城区）包括：塔耶卡瓦、居皮河畔卡斯泰尔诺、库尔德蒙塞居、圣维维安-德蒙塞居尔、科邦-圣索沃尔、吉耶讷地区莱维尼亚克。

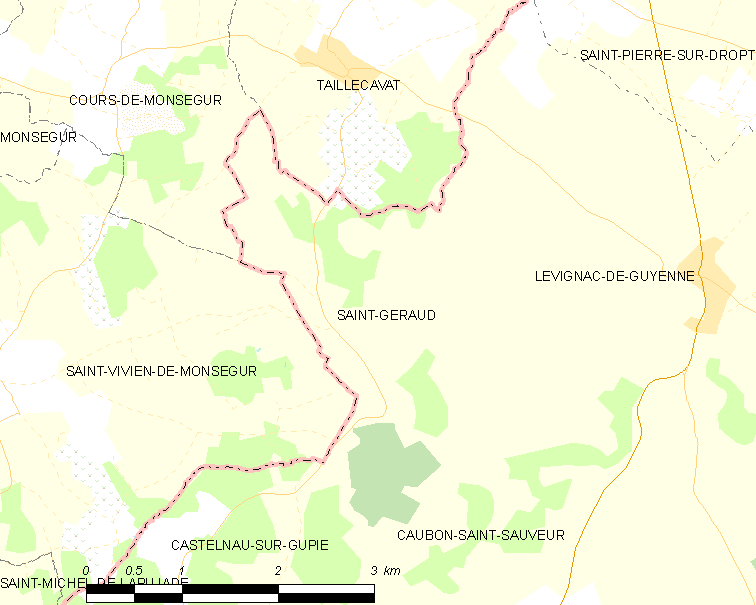
圣热罗的OSM定位图

圣热罗的时区为UTC+01:00、UTC+02:00（夏令时）。

## 行政
圣热罗的邮政编码为47120，INSEE市镇编码为47245。

## 政治
圣热罗所属的省级选区为吉耶讷山丘县。

## 人口

1962-2008年间圣热罗人口变化图示

圣热罗于2022年1月1日时的人口数量为86人。